# آن فونتين
آن فونتين (بالفرنسية: Anne Fontaine)‏ هي كاتبة سيناريو ومخرجة وممثلة فرنسية، ولدت في 15 يوليو 1959 في لوكسمبورغ.

## أعمال

### أفلام
- (1980) أبناء عمومة في الحب[7]
- (1997) التنظيف الجاف
- (1999) أوغسطين، ملك الكونغ فو
- (2001) كيف قتلت أبي[8]
- (2003) ناتالي...[9]
- (2008) الفتاة من موناكو[10]
- (2011) أسوأ كابوس لي[11]
- (2013) العشق[12]
- (2014) جيما بوفيري[13][14]

## وصلات خارجية
- آن فونتين على موقع IMDb (الإنجليزية)
- آن فونتين على موقع قاعدة بيانات الأفلام العربية
- آن فونتين على موقع ألو سيني (الفرنسية)
- آن فونتين على موقع أول موفي (الإنجليزية)
- آن فونتين على موقع قاعدة بيانات الأفلام السويدية (السويدية)
- آن فونتين على موقع قاعدة بيانات الفيلم (الإنجليزية)
- آن فونتين على موقع كينوبويسك (الروسية)